# Lambert de Guînes
Lambert de Guînes né vers 1050 et mort en 1115 fut le premier évêque d'Arras (de 1093 à 1115) au moment de la partition du diocèse de Cambrai. Son élection se fit avec difficulté mais Lambert évêque d'Arras se révéla être un remarquable prélat.

## Biographie
La vie de Lambert avant son pontificat demeure mal connue. Sa date de naissance estimée se situe vers 1050. il était originaire du comté de Guînes, probablement apparenté à la famille des comtes de Guînes mais sans que cela soit prouvé. En revanche, il était parent de Gui Ier comte de Ponthieu.
Il fit une carrière ecclésiastique où il se fit remarquer par ses mérites. Il devint donc chanoine et chantre de la collégiale Saint-Pierre de Lille et archidiacre de la cathédrale de Thérouanne. Il résidait à Lille avant son élection à l'évêché.
Il meurt à Arras en mai 1115, après avoir beaucoup souffert d'une santé défaillante probablement liée à son activité débordante. Il fut enterré dans l'église cathédrale d'Arras.

## Une élection contrariée

### Un contexte favorable
À l'époque de saint Vaast, pendant quelques années, de 499 à 510, Arras fut le siège d'un diocèse, statut perdu lorsque saint Vaast évêque d'Arras accéda également à la dignité d'évêque de Cambrai en 510. À cette date, Arras devint un archidiaconé du diocèse de Cambrai. Mais le clergé d'Arras avait gardé le souvenir de ce passé glorieux et supportait mal la « tutelle » de Cambrai, d'autant plus que Cambrai relevait des possessions de l'empereur du Saint-Empire romain germanique Henri IV alors qu'Arras appartenait au comte de Flandre, vassal du roi de France.
En 1092, Gérard II évêque de Cambrai et d'Arras meurt et deux candidats, Manassès et Gaucher, revendiquent le poste d'évêque. Un trouble certain existe à Cambrai. Le clergé d'Arras y voit une occasion de réclamer la création d'un diocèse distinct ayant Arras pour siège.
Le comte de Flandre Robert Ier et le roi de France Philippe Ier sont favorables à la partition, qui diminuerait l'influence de l'empereur et sont prêts à soutenir les initiatives en ce sens.
Surtout l'Empire et la Papauté sont en pleine querelle des Investitures : le pape Urbain II a été chassé de Rome par Henri IV en 1090 et ne pourra y rentrer qu'en 1093. Une demande visant à diminuer l'emprise de l'empereur a donc de bonnes chances d'aboutir.

### Un avènement retardé
En 1092, le clergé d'Arras s'adresse à Urbain II pour lui demander l'érection d'un diocèse distinct à Arras. Par bulles datées du 2 décembre 1092, Urbain accède à leur demande et ordonne à l'archevêque de Reims de consacrer et d'installer à Arras celui qui y sera canoniquement élu. En même temps, il ordonne au clergé et aux électeurs d'Arras de procéder à l'élection, et ajoute l'interdiction à l'élu de refuser cette dignité (cette précision n'était pas inutile comme il sera vu ci dessous).
L'archevêque de Reims Renaud Ier du Bellay ne se montre pas du tout pressé de procéder à cette consécration. Il craint en effet que les gens de Cambrai n'utilisent cette décision pour échapper à sa juridiction. Il décide donc de différer et convoque un concile provincial en mars 1093, en invitant les deux parties à y apporter les titres justifiant leur position, car bien entendu le clergé de Cambrai refusait toute idée de séparation.
Lors du concile provincial, aucune des deux parties ne put présenter d'acte montrant que de tout temps la situation était celle qu'ils défendaient. Renaud demanda donc l'avis des dignitaires présents, notamment les évêques des diocèses situés dans la province ecclésiastique de Reims. Aucune opinion tranchée ne se fit connaitre, tous estimaient que l'affaire était délicate.
Finalement il fut décidé que les deux parties devaient se présenter devant le pape lui-même pour exposer leurs arguments, solution qui arrangeait tous les participants peu désireux de prendre des risques en prenant parti.
Les Cambrésiens, englués dans leurs difficultés internes, étaient absents aux dates prévues pour la rencontre avec le pape. En conséquence, celui ci répéta à Renaud l'ordre déjà donné de consacrer la personne élue par les Arrageois.
L'élection eut lieu en juillet 1093 et Lambert fut élu. Lambert déclara ne pas souhaiter le poste et le chapitre de Lille déclara ne pas vouloir perdre un des siens. Le clergé d'Arras rappela l'ordre du pape d'interdiction de refuser le poste. 
Il ne manquait plus que la consécration par Renaud. Mais celui-ci différa de nouveau pendant les mois qui suivirent en remettant sans cesse la date : son entourage et lui-même craignaient toujours que Cambrai ne décide de sortir de l'archevêché de Reims, alors que la province de Cambrai était grande et riche. En somme, ils refusaient de jouer un quelconque rôle dans cette histoire.
On se tourna donc de nouveau vers le pape. Lambert, qui s'était rendu à Reims en décembre en vain, se dirigea vers Rome, qu'il atteignit en février 1094.
Lambert déclara de nouveau ne pouvoir accepter le poste, tant du fait de son incapacité, que des représailles à craindre de la part de l'Empereur et des gens de Cambrai, enfin en raison de la pauvreté du diocèse d'Arras. Urbain II lui demanda d'accepter par obéissance au nom de Dieu et de Saint Pierre et pour la rémission de ses péchés. Lambert se soumit.
Enfin en mars 1094, Lambert fut consacré par le pape, qui expédia aussitôt des bulles à l'archevêque, aux abbayes du diocèse, au clergé d'Arras, au comte de Flandres (pour lui demander de protéger Lambert, d'assurer au nouveau diocèse ses possessions, de lui permettre l'autonomie) et à tout responsable ayant à connaitre sa volonté.
De retour à Arras, Lambert fut intronisé en grande pompe en mai 1094, jour de la Pentecôte.

## Un prélat réputé
Lambert fut évêque d'Arras pendant 22 ans et il eut une grande action en tant que prélat : il fut un des grands évêques réformateurs du Nord de la France et un des piliers de la réforme grégorienne (réforme visant à régénérer l'Église et à réaffirmer son rôle et indépendance) dans la région.
Il participa à de nombreux conciles  :
- Le concile de Reims en septembre 1094, réuni par le roi de France Philippe Ier, qui comptait y faire valider son mariage avec Bertrade de Montfort après avoir répudié sa première épouse et à l'occasion duquel Lambert put confirmer à Renaud son obéissance canonique[6] ;
- le concile d'Autun un mois plus tard, réuni par Hugues de Die, archevêque de Lyon et légat du pape, où le couple royal fut excommunié[6] ;
- le concile de Clermont en 1095, où le pape Urbain II lança l'appel à la première croisade (et où il officialisa et fit approuver par toute l'Assemblée la création du diocèse d'Arras[6]).

Lambert mit un grand zèle à relayer dans son diocèse l'appel à la croisade.
Il joua de même un grand rôle pour assurer la paix en Flandres : il fut un des artisans de la confirmation de la paix effectuée lors du synode rassemblé en juillet 1099 à Notre-Dame de Saint-Omer par Robert II de Flandre, comte de Flandre, juste revenu de croisade. Ce synode rassemblait les hauts dignitaires laïcs du comté de Flandre et religieux de l'archevêché de Reims (archevêque, évêques de Noyon, Arras, Cambrai, Thérouanne) devant une large assemblée.
En 1104, Lambert fut chargé par le pape Pascal II de prononcer l'absolution du roi Philippe Ier pour le scandale causé par sa relation avec Bertrade de Montfort, après que le roi et Bertrade eurent publiquement manifesté leur volonté de pénitence. Lambert prononça l'absolution en décembre 1104 à Paris en présence de plusieurs évêques, abbés et autres puissants ecclésiastiques. 
La réputation de Lambert, qui dépassait largement les limites de son diocèse voire de la province de Reims, a pu jouer un rôle dans ce choix. Il entretenait une importante correspondance avec plusieurs dignitaires renommés de l'Église, qui en disaient le plus grand bien comme Yves de Chartres et Anselme de Cantorbéry. Il demeura également proche de Jean Ier de Warneton, son condisciple à la collégiale de Lille, puis son archidiacre avant de devenir évêque de Thérouanne.
Il mena une intense activité à l'intérieur de son diocèse : synodes diocésains, réforme de communautés monastiques, octroi de chartes, etc.
Le deuxième volume des Actes de la province ecclésiastique de Reims rend partiellement compte de cette activité, notamment dans la correspondance où le nom de Lambert revient régulièrement.

## Le registre de Lambert évêque d'Arras (1093-1115)
Il s'agit d'un ensemble de textes qui fut commencé lors du rétablissement de l'évêché d'Arras et poursuivi jusqu'à la mort de Lambert, à son initiative ou tout au moins avec son accord a priori.  
Il contient de nombreux textes relatifs à son accession au poste d'évêque (courriers aux différents protagonistes, pièces justificatives des prétentions d'Arras à un évêché séparé, relation des actions de Lambert, etc.). Le document contient également de nombreuses lettres de Lambert à différents correspondants dont ceux déjà évoqués.
L'ensemble forme un recueil unique et précieux sur la vie de l'église, sur la société de l'époque et sur l'activité réformatrice de l'évêque.
Il a fait l'objet récemment d'une étude et réédition.

## La légende
Selon la légende, Lambert aurait été au cœur d'un miracle intervenu en 1105 : le mal des ardents (ergotisme) sévissait à Arras sans qu'on n'ait de solution pour guérir les malades, jusqu'à ce que la Vierge Marie vienne apporter un cierge miraculeux : les malades qui burent un mélange d'eau et de quelques gouttes de la cire de ce cierge furent guéris. Lambert est représenté sur deux vitraux de l'église Saint-Nicolas-en-Cité à Arras, le premier soulageant les malades, le second assistant à la réconciliation de deux ménestrels ennemis, préalable au don de Marie. Dans cette église se trouve par ailleurs une statue de Notre-Dame des Ardents, là où la Vierge serait apparue. Une autre église d'Arras porte le nom de Notre-Dame-des-Ardents,,.